# Calyptocephalella canqueli
Calyptocephalella canqueli es una especie extinta de anfibio anuro perteneciente al género Calyptocephalella de la familia Calyptocephalellidae. Habitó en lo que hoy es la Patagonia argentina, sector sur de América del Sur. Vivió durante el Oligoceno tardío y el Mioceno temprano.

## Descripción original
Este anfibio fue descrito originalmente por B. Schaeffer en el año 1949, con localidad típica en Rinconada de los López (Scarritt Pocket) 45.9°S 61.0°W, y Crater Lake Beds (44.7°S 68.4°W), ambos en el este del Chubut, Argentina.
Su espécimen tipo es el A.M.N.H. N.º 3429, y está compuesto por un esqueleto parcial que consiste en un cráneo picado, la mitad derecha de la cintura escapular, la extremidad anterior derecha, las primeras 3 vértebras, y otros fragmentos.

## Características
Algunas características de Calyptocephalella canqueli no están presentes ni en adultos ni en los juveniles de Calyptocephalella gayi, por ejemplo: la porción recta posterior del angulosplenial, el proceso coronoides bien desarrollado, la alta relación coracoides/ escápula, el eje ilíaco relativamente recto, las expansiones ilíacas más anchas, y los cotyles estrechamente establecidos en el uróstilo. Otros rasgos, se parecen a los de C. gayi, pero solo a sus individuos inmaduros, tales como el tener órbitas más grandes y una articulación más atrazada de la mandíbula inferior.

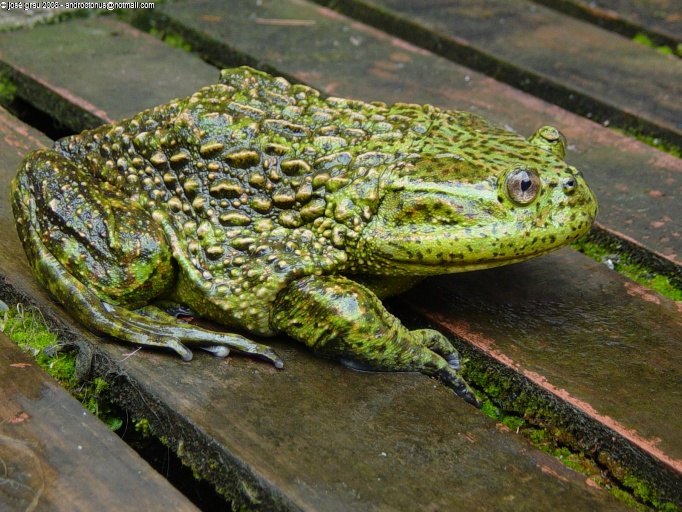
Rana chilena (Calyptocephalella gayi), la única especie viviente del género al que pertenece esta especie extinta.

## Taxonomía
La especie Calyptocephalella canqueli fue erigida a partir de restos deseadenses (Oligoceno tardío), pero fue subsecuentemente sinonimizada con la única especie viviente del género: la rana chilena (Calyptocephalella gayi). En 2009, al estudiarse material nuevo y muy bien preservado de la forma patagónica colectado en estratos del Mioceno temprano en la Estancia Baibián, provincia del Chubut, y luego de detalladas comparaciones con otros restos y con ejemplares de la especie viviente, se concluyó que C. canqueli es un taxón válido el cual habitó la Patagonia al este de la cordillera de los Andes.
A partir del año 2006, estudios basados en secuencias de ADN, produjeron un reordenamiento taxonómico importante, relacionando a la familia a la que pertenece (junto a Telmatobufo), con la batracofauna australiana aunque en rigor, su ubicación filógenética aún no queda establecida con claridad. Los análisis de ADN mitocondrial revelan una relación con la familia Myobatrachidae de Australia, y secundariamente una posición basal con respecto al grupo sintético Neobatrachia.

## Distribución y hábitat
Este taxón habitó en el centro de la Patagonia argentina, en ambientes húmedos forestales, cursos de agua de los bosque de Nothofagus próximos al océano Atlántico.

### Localidades de colecta
- Estancia Baibián, 10 km al sudeste de Bajada del Diablo sobre la Ruta Provincial 11, Provincia del Chubut, Argentina (Formación Sarmiento), Mioceno temprano
  - Puesto Baibián (43°00'29"S 67°38'02"W)
  - Puesto Gerónimo (42°59'49.7"S 67°37'56.7"W)
- Rinconada de los López, Scarritt Pocket, Provincia de Chubut, Argentina. Deseadense (Oligoceno tardío).
- Gran Barranca, Provincia de Chubut, Argentina

## Extinción
Según la evidencia palinológica, el bosque de Nothofagus que persistía cerca de la costa atlántica, durante el Mioceno medio comenzó a desaparecer debido a una marcada tendencia a la aridez, la que terminó por eliminar dichos bosques de la región oriental, y resultado de ello, también provocar la extinción de este taxón.